# La vita nascosta - Hidden Life
La vita nascosta - Hidden Life (A Hidden Life) è un film del 2019 scritto e diretto da Terrence Malick.
Si tratta di un film biografico sull'obiettore di coscienza austriaco Franz Jägerstätter, martirizzato dai nazisti nel 1943 e poi beatificato nel 2007. È stato anche l'ultimo film interpretato da Bruno Ganz e Michael Nyqvist, entrambi deceduti durante la post-produzione.

## Trama
Nel 1938, dopo l'arrivo delle truppe del Terzo Reich in Austria, il contadino Franz Jägerstätter è l'unico abitante di St. Radegund a votare contro l'Anschluss, essendo contrario al nazismo per via della sua profonda fede cattolica. Quando scoppia la seconda guerra mondiale Jägerstätter è costretto ad arruolarsi, ma decide comunque di rifiutarsi di combattere per Hitler, consapevole di poter essere condannato a morte per tradimento.

## Produzione
Nel giugno del 2016, durante la post-produzione del suo Song to Song, Malick ha annunciato che avrebbe diretto un film sulla vicenda di Jägerstätter, per il cui ruolo era stato scelto l'attore tedesco August Diehl, mentre l'austriaca Valerie Pachner avrebbe interpretato sua moglie Franziska. Il film si sarebbe intitolato Radegund. Malick ha spiegato che per questo progetto sarebbe tornato a una struttura narrativa «più convenzionale», a differenza dei suoi ultimi lungometraggi, che erano stati direttamente girati senza una sceneggiatura.
Le riprese del film sono iniziate nell'estate del 2016 presso gli Studio Babelsberg di Potsdam, in Germania; tra luglio e agosto dello stesso anno si sono spostate in Italia, nelle località di Bressanone, Brunico e Sappada. Nell'aprile del 2019, il film è stato reintitolato A Hidden Life.
Il film ha avuto un budget compreso tra i 7 e i 9 milioni di dollari.

## Distribuzione
La pellicola è stata presentata in anteprima il 19 maggio 2019, in concorso alla 72ª edizione del Festival di Cannes. Il giorno seguente, Fox Searchlight Pictures ne ha acquistato i diritti di distribuzione statunitensi per una cifra compresa tra i 12 e i 14 milioni di dollari. L'anteprima statunitense del film si è tenuta il 31 agosto 2019 al Telluride Film Festival, mentre Fox Searchlight lo ha distribuito nelle sale cinematografiche statunitensi a partire dal 13 dicembre dello stesso anno.
In Italia, il film avrebbe dovuto essere distribuito a partire dal 9 aprile 2020 da 20th Century Fox, ma è uscito unicamente il 27 agosto dello stesso anno.

## Riconoscimenti
- 2019 - Festival di Cannes[7][12]
  - Premio della Giuria Ecumenica
  - Premio François-Chalais
  - In competizione per la Palma d'oro
- 2020 - Independent Spirit Awards[13]
  - Candidatura per il miglior film
- 2019 - National Board of Review Awards[14]
  - Migliori dieci film indipendenti dell'anno